# Notoaeschna
Genre
Notoaeschna est un genre de libellules de la famille des Aeshnidae (sous-ordre des Anisoptères, ordre des Odonates). 

## Liste d'espèces
Selon BioLib (24 avril 2021) :
- Notoaeschna geminata Theischinger, 1982
- Notoaeschna sagittata (Martin, 1901)